# My Frogger Toy Trials
My Frogger Toy Trials es un videojuego de acción que fue desarrollado y publicado por Konami para la videoconsola portátil Nintendo DS. Fue publicado primero en América del Norte el 13 de noviembre de 2006 y luego, en Europa y Australia en febrero de 2007.
- Datos: Q6945534